# Piaggio Hexagon

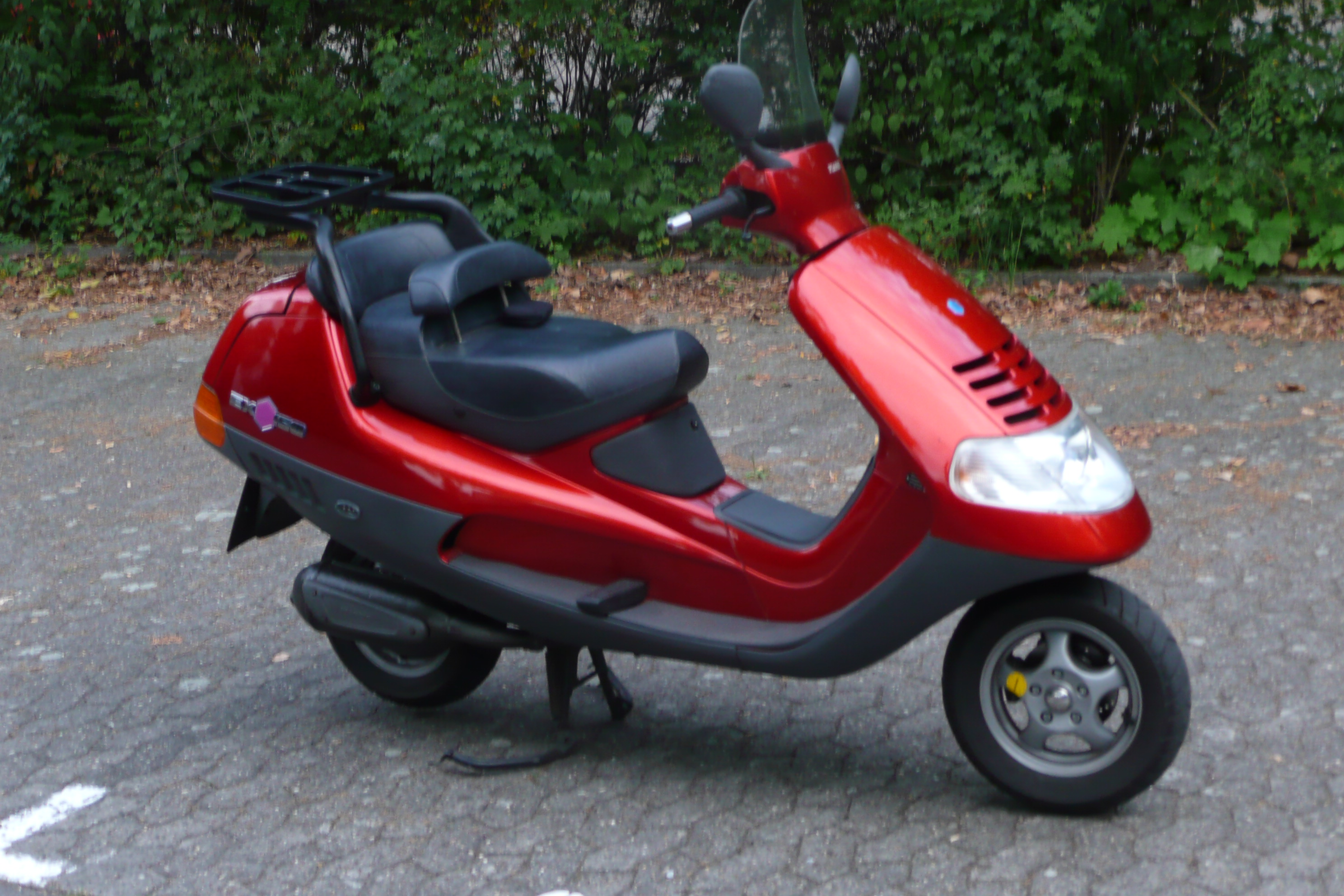
Piaggio Hexagon 150

De Piaggio Hexagon is een motorscooter van het Italiaanse merk Piaggio die werd geproduceerd van 1995 tot en met 2002. Het was de eerste in een generatie Europese luxe maxiscooters, met als enige concurrent de Honda Helix.

## Motor
Aanvankelijk geleverd met een tweetaktmotor van 125- en 150 cc de 150 cc motor is in 1997 vervallen en opgevolgd door een 180cc-tweetakt (hetzelfde als bij de eerste generatie Gilera Runner-motorscooters)vanaf 2000 werd de hexe geleverd met een 125cc viertakt dezelfde als de vespa ET 4 125 , en een 250cc-viertaktmotor (de 250 cc was dezelfde als in de eerder genoemde Honda Helix). De tweetaktmotoren hebben een smeerautomaat, waardoor gewone benzine getankt kan worden. Alle motoren hadden elektronische ontsteking wat midden jaren negentig nog geen gemeengoed was.

## Uitvoering
De Hexagon heeft een grote kofferbak met klep. Deze kofferbak maakt de Hexagon praktisch; door het grote zadel met verstelbare rugleuning en de instelbare achtervering en demping passen er twee personen op.

## Gebruik
De Hexagon werd door diverse politiekorpsen gebruikt, onder meer in Zuid-Europa en Mexico; in Londen werd de Hexagon als proef ingezet als taxi. Dit verkoopsucces werd opgemerkt door andere fabrikanten. Het merk Hyosung kwam met een wel heel erg gelijkende kopie: de Grand Prix 125.
Anno 2008 had de Hexagon in diverse landen aanhangers die bijeenkomsten organiseren voor gezamenlijke ritten en tips op technisch gebied. In Nederland begon de motorscooter pas in de eerste jaren van deze eeuw aan een opmars; ondanks het feit dat er in de jaren negentig weinig motorscooters werden verkocht, reden er omstreeks 2008 nog aardig wat Hexagons rond.
Piaggio kwam later met de modellen X8 en X9. Deze motorscooters hebben net zoals voorganger Hexagon een kofferbak met achterklep. Het voordeel hiervan is dat men niet het zadel hoeft om te klappen om bij de bagageruimte te komen.
Ape · Si · Ciao · Sfera (1991-1998) · Skipper/SKR/Quartz (1993-2004) · Zip (1993-) · Fly (2005-) · Typhoon/TPH (1993-2005) · Liberty (1997-) · (Super) Hexagon (1994-2003) · NRG (1997-) · B125/Beverly · X8 · X9 · MP3

Zie ook: Aprilia · Vespa · Gilera